# Железные Ворота (Согдиана)
Железные Ворота (др. тюрк. ‏𐱅𐰢𐰼:𐰴𐰯𐰍‎, Temir qapïγ) — археологический памятник в Узбекистане, в Байсунском районе Сурхандарьинской области, на севере исторической области Бактрия-Тохаристан. Железные Ворота состоят из комплекса естественных и искусственных сооружений. Так называется местность от ущелья Бузгалахана (Бусгола, Бусгала, Бус-гала, Дом лани, узб. Buzgalaxona, Buzgala) в горах Байсунтау до современного кишлака Дербент (Дарбанд).
По долине реки Шураб (Шурабсай, Шуроб) в древности и средневековье проходила основная дорога, соединявшая северные и центральные области Средней Азии (Самарканд, Бухару и Шаш) с Гиссаром, Бактрией-Тохаристаном и Индией. Дорога через ущелье Бузгалахана играла большую роль в истории передвижений народов в этой части Центральной Азии. Западнее Дербента находился знаменитый горный проход — Железные Ворота. Впервые Железные Ворота упоминает около 630 года китайский путешественник Сюаньцзан. Согласно «Запискам» Сюаньцзана, ущелье запиралось двухстворчатыми воротами, обитыми железом со множеством железных колокольчиков. Аль-Якуби упоминает перс. Дар-и аханин‎ как город IX века в Согде к северу от области Балха. Железные Ворота неоднократно упоминаются в средневековых китайских, арабских и персидских, среднеазиатских и европейских письменных источниках, а также в тюркских рунических надписях VII—VIII веков в виде перс. Дар-и аханин‎, араб. Баб ал-хадид‎, др. тюрк. ‏Темир-капиг‎, монг. Темир-Кахлага и других. Согласно китайской хронике «Книга Тан», окружающие горы имели цвет железа, и поэтому Железные Ворота так назывались, здесь был город и храм, в котором приносили в жертву до тысячи баранов. Ибн Арабшах сообщает о Железных Воротах под названием Кагалгар в «Чудесах судьбы истории Тимура» («Аджаиб аль-Макдур фи Наваиб Тимур») в описании столкновений Тамерлана и эмира Хусейна. Так же Железные Ворота называются в «Бабур-наме» Бабура. Испанский посол ко двору Тамерлана Руй Гонсалес де Клавихо, посетивший это место в 1404 году, оставил подробное описание Железных ворот в путевых заметках. Посол Чэнь Чэн в 1415—1420 гг. несколько раз проезжал Железные ворота и оставил описание ущелья. Алишер Навои упоминает Железные ворота в двух поэмах. Первым ущелье Бузгалахана протяжённостью около 2 км и шириной от 5 до 15 м отождествил с Железными Воротами Николай Александрович Маев, начальник Гиссарской экспедиции 1875 года. Эту локализацию поддержали другие учёные. Большой Узбекский тракт был построен в 1939—1940 гг. юго-западнее ущелья Бузгалахана. В 1960-е годы забытое к тому времени местонахождение ущелья Бузгалахана по описаниям Маева и Ивана Мушкетова установила Ольга Юрьевна Пославская. Согласно Рую Гонсалесу де Клавихо, и академику Эдуард Ртвеладзе, под общим названием Железные Ворота, или Дарбанд, объединялся комплекс оборонительных естественных рубежей и искусственных сооружений, занимавших пространство между ущельем Бузгалахана и современным кишлаком Дербент. Дмитрий Николаевич Логофет упоминает развалины нескольких зданий и крепости. Сохранились остатки фундамента средневекового караван-сарая. В 1963 году Железные Ворота обследовал отряд Кешской археолого-топографической экспедиции (КАТЭ) под руководством Михаила Массона. В 1982 году археологи обследовали данный район. В сентябре 1986 году у кишлака Дербент отрядом Узбекистанской искусствоведческой комплексной экспедиции (УзИСКЭ) были открыты нескольких древних и средневековых поселений, а также крепостная стена кушанского времени (I—III вв.), полностью перекрывающая всю долину реки Шураб (Шуроб). Оборонительная система определяла северную границу Кушанского царства с Кангюем.
Сравнительно широкая долина реки Шураб (Шуроб) простирается на 9—10 километров. С юга долину ограничивает хребет Сусызтау (Сусизтаг), с севера — гора Сарымас (1886 м). Далее долина небольшой речки Чак-Чак (Чакчак) ведёт к перевалу Акрабатский. На северной стороне долины реки Шураб (Шуроб) находятся остатки мощной крепости (около 80×50 м), известной у местных жителей как Курганак, или Кургани Шерходжа. Стены крепости из камня и сырцового кирпича были разрушены при возведении опор для линии высоковольтной электропередачи. Примерно от середины крепости идёт до Шураба крепостная стена. Другая стена тянется по вершине скалистой гряды, возвышающейся над долиной Шураба более чем на 400 м, от крепости в направлении с юго-востока на северо-запад. Общая протяжённость второй стены около 1,5 км, высота — от 2 до 5 метров. С внешней и внутренней стороны стена сложена из квадратных сырцовых кирпичей (32×32×11 и 33×33×11 см). Ширина кладки — 2 и 2,5 м, ширина стены в основании около 6,5 м, внутреннее пространство стены заполнено каменными глыбами и землей. К югу от Дербента, на левом берегу Шурабада находятся развалины средневекового караван-сарая, несколько хумданов, а рядом прослеживается русло старого арыка.
Множество наблюдательных башен, находящихся в крепости Шерходжа и в самой стене, надежно контролировали долину реки Шураб.
Раскопки узбекско-французской экспедиции Клода Рапена и Ш. Рахманова в центральной части стены установили слои греко-бактрийского времени (III—II вв. до н. э.). В этом месте находились фортификационные сооружения типа сторожевого пункта, контролировавшие дорогу.
Академик Эдуард Ртвелидзе пришел к выводу, что «Согдийская скала», место убежища семьи Оксиарта, отца жены Александра Македонского — Роксаны, которую осадил Александр в ходе горной войны Александра Македонского, находилась в районе Железных Ворот. Возможно, что свою свадьбу Александр Македонский сыграл в Дербенте.